# Miłość dwudziestolatków
Miłość dwudziestolatków (fr. L'amour à vingt ans) – nowelowy film psychologiczno-obyczajowy z 1962 roku.
Obraz składa się z pięciu nowel: francuskiej w reżyserii François Truffauta, włoskiej w reżyserii Renzo Rosselliniego, niemieckiej w reżyserii Marcela Ophulsa, japońskiej w reżyserii Shintaro Ishihary oraz polskiej w reżyserii Andrzeja Wajdy.

## Obsada
- Barbara Kwiatkowska – Basia
- Władysław Kowalski – Władek
- Jan Englert – kolega Basi
- Marian Opania – Misiek
- Barbara Sołtysik – koleżanka Basi
- Jolanta Wołłejko – koleżanka Basi
- Zbigniew Cybulski – Zbyszek
- Geronimo Meynier – Leonardo
- Eleonora Rossi Drago – Valentina
- Nami Tamura – Fukimo
- Cristina Gaioni – Christina
- Koji Furuhata – Hiroshi
- Barbara Frey – Ursula
- Christian Doermer – Tonio
- Patrick Auffray – René
- Rosy Varte – matka Colette
- Jean-Pierre Léaud – Antoine Doinel
- Marie-France Pisier – Colette